# Лондон (фільм)
«Лондон» (англ. «London») — американська мелодрама 2005 року, дія якої зосереджена навколо дівчини на ім'я Лондон.

## Сюжет
Сід (Кріс Еванс) отримує дзвінок від одного зі своїх друзів, про те, що його колишня дівчина Лондон (Джессіка Біл) їде до Каліфорнії зі своїм новим хлопцем, з нагоди чого вона влаштовує прощальну вечірку. Хоча Сід і не запрошений на цю подію, він вирішує туди піти зі своїм новим знайомим Бейтменом (Джейсон Стейтем).
Прийшовши на вечірку, Сід і Бейтмен замикаються у ванній і нюхають доріжку за доріжкою кокаїну, розмовляючи про любов, секс і біль.

## У ролях
| Актор           | Роль    |
| --------------- | ------- |
| Джессіка Біл    | Лондон  |
| Кріс Еванс      | Сід     |
| Джейсон Стейтем | Бейтмен |
| Джой Браянт     | Меллорі |
| Айла Фішер      | Ребекка |
| Дейн Кук        | Джордж  |
| Келлі Гарнер    | Травня  |
| Кет Деннінгс    | Ліллі   |

## Цікаві факти
- Під час зйомок Джессіка Біл і Кріс Еванс зустрічалися.
- Джессіка Біл, Кріс Еванс і Джейсон Стейтем в 2004 році знімалися у фільмі "Стільниковий".